# 어젠더 (캔자스주)

어젠더(Agenda)는 미국 캔자스주 리퍼블릭군의 도시이다. 2010년 인구 조사에 따르면 이 도시의 인구 수는 68명이다.

## 역사
어젠더(이전 명칭: Neva)는 1887년 Chicago, Rock Island and Pacific Railroad에 배치되었다. 어젠더라는 이름은 "마쳐야 하는 것"을 의미하는 라틴어 낱말에서 비롯되었다.
어젠더 지역의 최초의 집은 1887년 조지프 콕스에 의해 세워졌다.
이 지역의 우체국은 1998년 문을 닫았다.

## 인구
| 인구조사              | 인구 | Note  | %±     |
| --------------------- | ---- | ----- | ------ |
| 1920년                | 239  |       | —      |
| 1930년                | 185  |       | −22.6% |
| 1940년                | 179  |       | −3.2%  |
| 1950년                | 159  |       | −11.2% |
| 1960년                | 124  |       | −22.0% |
| 1970년                | 107  |       | −13.7% |
| 1980년                | 106  |       | −0.9%  |
| 1990년                | 81   |       | −23.6% |
| 2000년                | 81   |       | 0.0%   |
| 2010년                | 68   |       | −16.0% |
| 2018 (추산)           | 66   | [ 6 ] | −2.9%  |
| U.S. Decennial Census |      |       |        |